# Inonotus juniperinus
Inonotus juniperinus är en svampart som beskrevs av Murrill 1908. Inonotus juniperinus ingår i släktet Inonotus och familjen Hymenochaetaceae.   Inga underarter finns listade i Catalogue of Life.